# Bārtas pagasts
Bārtas pagasts er en territorial enhed i Grobiņas novads i Letland. Pagasten havde 683 indbyggere i 2010 og omfatter et areal på 115,60 kvadratkilometer. Hovedbyen i pagasten er Bārta.